# 宝生如来

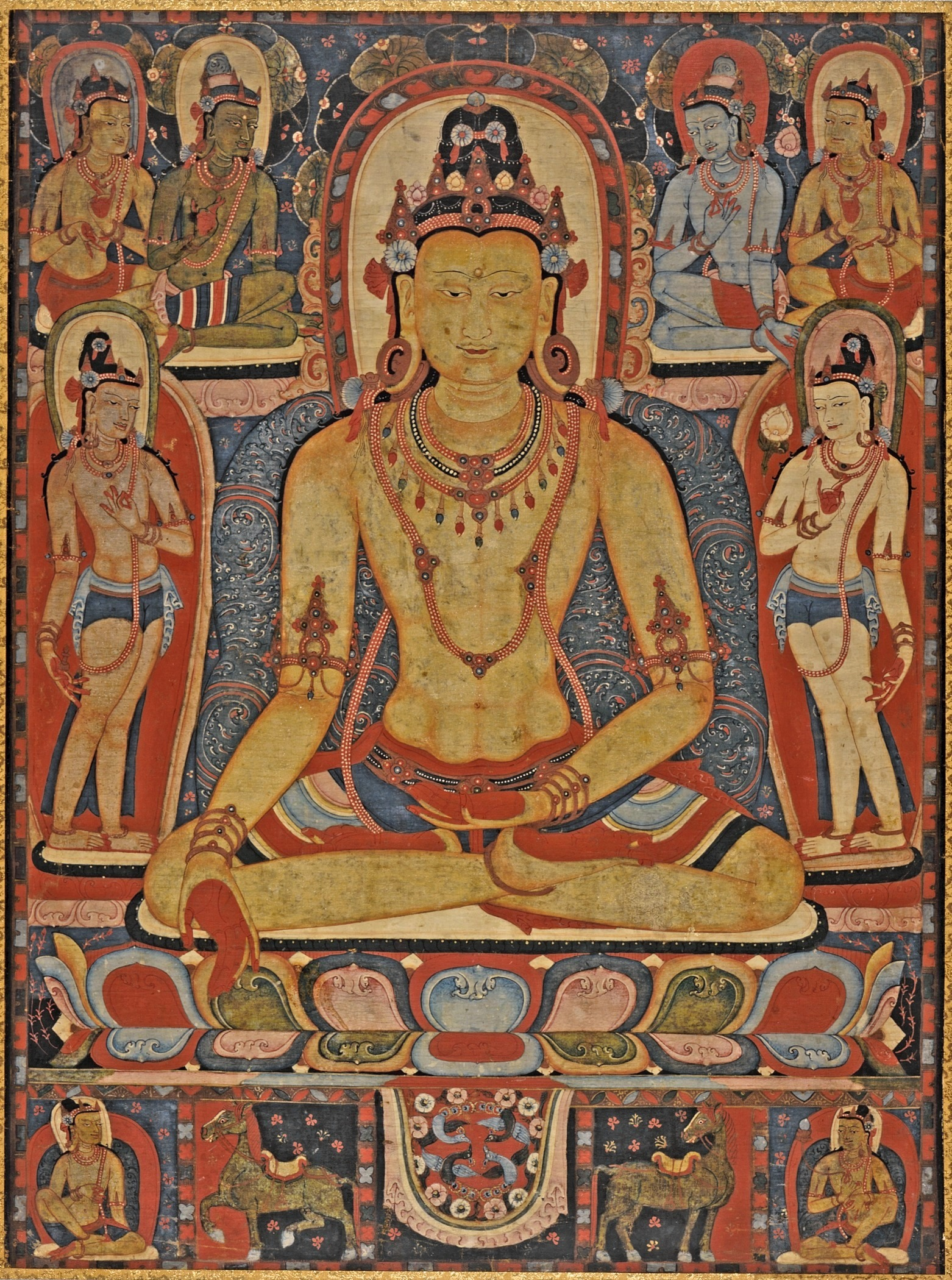
宝生如来

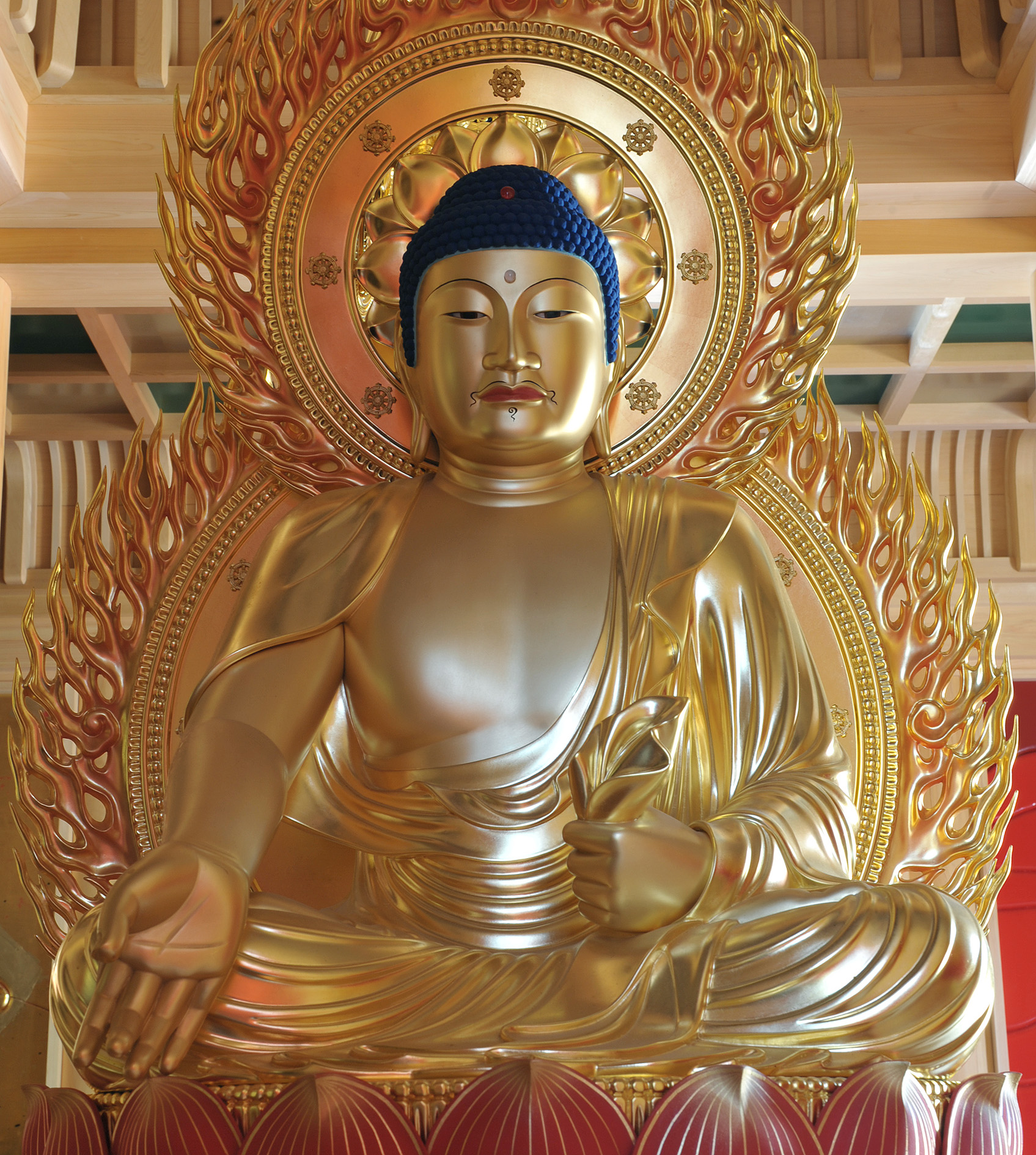
宝生如来（蓮華院多宝塔の五智如

宝生如来（ほうしょうにょらい、梵: रत्नसम्भव [ratnasambhava]、ラトナサンバヴァ）は、大乗仏教における信仰対象である如来の一尊。
三昧耶形は三弁宝珠。種子（種子字）はत्राः（タラーク、trāḥ）。
密教における金剛界五仏の一で、金剛界曼荼羅では大日如来の南方（画面では大日如来の向かって左方）に位置する。唯識思想における仏の悟りの境地のひとつ「平等性智」（びょうどうしょうち）を具現化したものである。これは、全ての存在には絶対の価値があるということを示す。
印相は、左手は腹前で衣を掴み、右手は手の平を前に向けて下げる「与願印」（よがんいん）を結ぶ。
日本における宝生如来の彫像は、五仏（五智如来）の一として造像されたものが大部分であり、宝生如来単独の造像や信仰はまれである。単独の造像の例は藤次寺の本尊像である。

## 真言
オン・アラタンノウ サンバンバ・タラク　（oṃ ratnasambhava trāḥ）